# Rolf Morgan Hansen
Rolf Morgan Hansen (nascido em 21 de junho de 1961) é um ex-ciclista norueguês. Nos Jogos Olímpicos de Verão de 1984 em Los Angeles, competiu representando Noruega nos 100 km contrarrelógio por equipes, terminando na décima primeira posição.